# Neu Canow

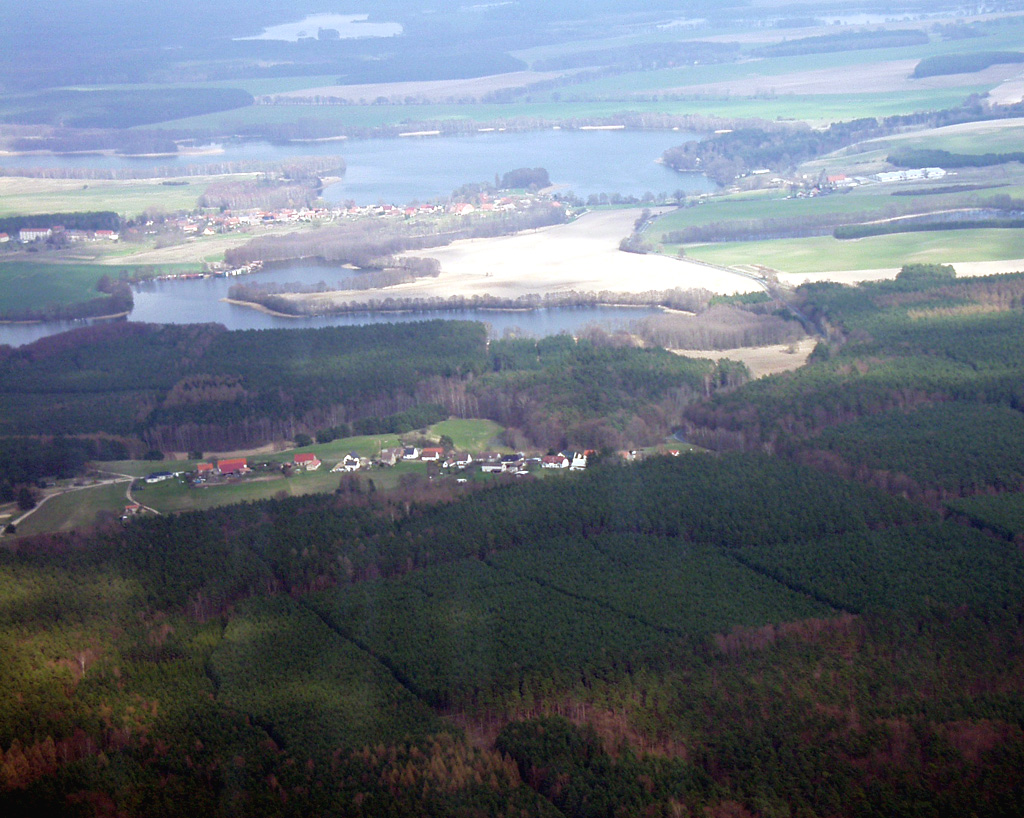
Luftbild von Neu Canow (Richtung Osten)

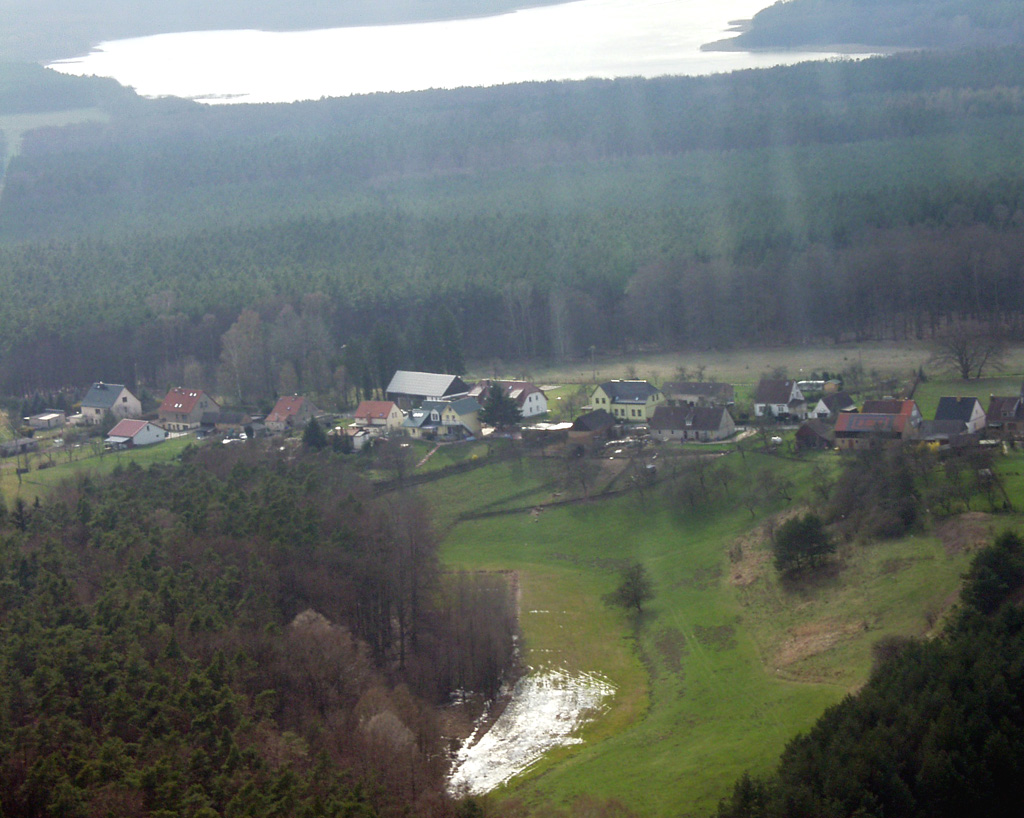
Luftbild von Neu Canow (Richtung Süd-Westen)

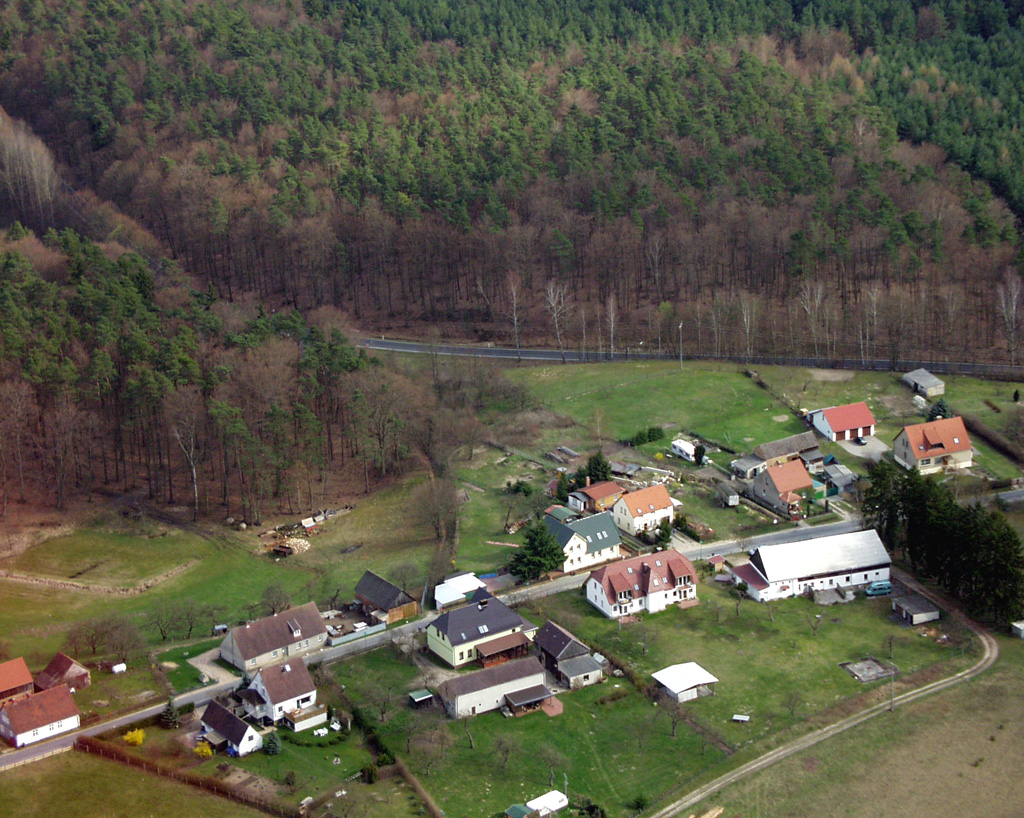
Luftbild von Neu Canow

Neu Canow ist ein Ortsteil der Gemeinde Wustrow im Landkreis Mecklenburgische Seenplatte in Mecklenburg-Vorpommern (Deutschland).
Das kleine Dorf mit ca. 60 Einwohnern liegt zwischen dem Gobenowsee (Entfernung ca. 600 m) und dem Trünnsee (Entfernung ca. 1 km), besteht aus einer Dorfstraße und 19 Häusern.
Vorrangig lebte die Bevölkerung von der Landwirtschaft. Für einige Jahre, bis zum Jahr 1765, bestand hier auch eine Glashütte zur Herstellung schlichten grünen Glases.
Etwa zwischen 1955 und 1990 entwickelte sich Neu Canow zu einem sehr beliebten Urlaubsziel. Anfangs gab es neben den bestehenden Bauerngehöften vorwiegend Zelt- und Ferienlager bis schließlich umfangreich durch Betriebe Bungalows und Versorgungseinrichtungen errichtet wurden. Mittlerweile sind es zwischen dem eigentlichen Dorf und dem Gobenowsee ca. 100 feste Gebäude, die vor 1990 ausschließlich von Betrieben für ihre Mitarbeiter als Erholungsobjekte betrieben und heute größtenteils privat genutzt werden. Neben der Nähe zu kulturellen und gastronomischen Einrichtungen verfügt das Dorf selbst über drei Badestellen am Gobenowsee und vier Angelstege am Trünnensee.